# Гордан Ірович
Гордан Ірович (сербохорв. Gordan Irović, серб. Гордан Ировић, нар. 2 липня 1934, Сараєво — 1995, Мюнхен) — югославський футболіст, що грав на позиції воротаря, зокрема, за клуб «Динамо» (Загреб).
Чемпіон Югославії. Володар кубка Югославії.

## Клубна кар'єра
У футболі дебютував 1953 року виступами за команду «Вележ», в якій провів три сезони. 
Протягом 1956—1962 років захищав кольори клубу «Динамо» (Загреб), взявши участь у 93 матчах чемпіонату. 
Завершив ігрову кар'єру у команді «Ваккер» (Інсбрук), за яку виступав протягом 1962—1965 років.

## Виступи за збірну
Був присутній в заявці збірної на чемпіонаті світу 1958 року у Швеції, але на поле не виходив.
Помер у Мюнхені в 1995 році.

## Титули і досягнення
- Чемпіон Югославії (1):

«Динамо» (Загреб): 1958
- Володар Кубка Югославії (1):

«Динамо» (Загреб): 1960